# Thaumastogarypus transvaalensis
Thaumastogarypus transvaalensis är en spindeldjursart som beskrevs av Beier 1955. Thaumastogarypus transvaalensis ingår i släktet Thaumastogarypus och familjen gammelekklokrypare. Inga underarter finns listade i Catalogue of Life.